# Ministerio de Educación (Suecia)
El Ministerio de Educación sueco– Utbildingsdepartementet - es un ministerio del Gobierno de Suecia que tiene encomendada la educación nacional. Dirigido por el ministro de Educación – utbildningsminister. tiene cerca de 225 funcionarios.
La actual ministra de Educación es Anna Ekström (Partido Socialdemócrata).

## Agencias gubernamentales dependientes del Ministerio de Educación
El Ministerio de la Educación de Suecia incluye los siguientes órganos y departamentos céntricos:
- Centrala studiestödsnämnden
- Autoridad Nacional de la Juventud y de la Sociedad Civil
- Institutet för rymdfysik
- Biblioteca Nacional de Suecia (Kungliga biblioteket)
- Myndigheten för yrkeshögskolan
- Polarforskningssekretariatet
- Sameskolstyrelsen
- Skolinspektionen
- Agencia Nacional Sueca de Educación (Skolverket)
- Specialpedagogiska skolmyndigheten
- Svenska Unescorådet
- Secretaría de Estado de la Juventud (Ungdomsstyrelsen)
- Universitetskanslersämbetet
- Universitets- och högskolerådet
- Vetenskapsrådet